# Mašni plašč
Mašni plašč ali kazula (lat. casula - hišica) je v katoliški liturgiji duhovniško oblačilo, ki ga duhovnik obleče za mašno slovesnost čez albo. Mašni plašč je nastal verjetno iz zvončastega ogrinjala, ki je segalo od vratu do gležnjev in je imelo odprtino za glavo. V gotiki so ga uporabljali le še kot simbolno obliko ogrinjala, v baroku pa je bil bogato izvezen z zlatimi nitkami in drugim okrasjem. Znani so mašni plašči, ki so jih izdelovali v času Karla Boromejskega, pokrivali pa so ramena in nadlakti (t. i. boromejke). Po liturgični prenovi po II. vatikanskem koncilu je prevladal nov kroj, zlasti pri slovesnih mašah.
Mašni plašč je lahko bel, rdeč, vijoličast, zelen, zlat ali srebrn, odvisno od obdobja v cerkvenem letu ali od praznika. Navadno ima na zadnji strani križ ali druga simbolična krščanska znamenja.
Na Slovenskem je posebej znana zbirka dragocenih mašnih plaščev, ki jih hranijo v t. i. Radmirski zakladnici v Radmirju.